# Церква Святого Мартіна (Кентербері)
51°16′40.76″ пн. ш. 01°05′37.77″ сх. д. / 51.2779889° пн. ш. 1.0938250° сх. д.

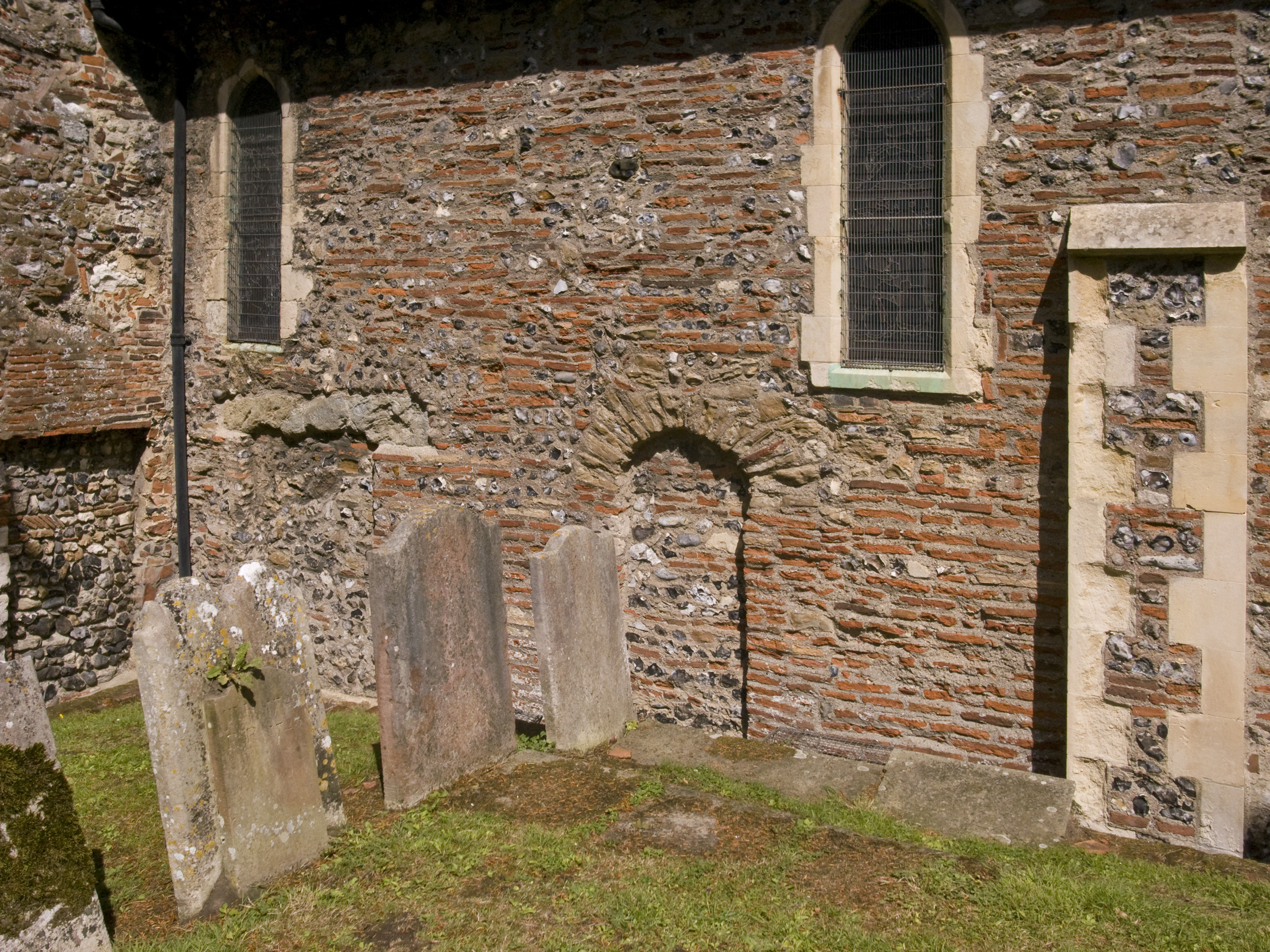
Римські цеглини у вівтарній стіні

 Церква Святого Мартіна в Кентербері (Кент) — перша церква, заснована у Англії, найстаріша парафіяльна церква, яка знаходиться у безперервному використанні, і найстаріша церква у всій англомовної частині світу.
Три культових об'єкта у Кентербері — Кентерберійський собор, Абатство Святого Августина і церква Святого Мартіна — знаходяться під охороною ЮНЕСКО, утворюючи в сукупності пам'ятку  Всесвітньої спадщини.
З 1668 церква стала частиною приходу Святого Мартіна і Святого Павла у Кентербері.

## Історія
У VI столітті, до прибуття Августина із Риму у 597 році, церква Святого Мартина була особистою каплицею королеви Берти Кентської. Королева Берта була християнською франкською принцесою, яка прибула в Кентербері у супроводі капелана, єпископа Людгарда. Король Етельберт Кентський, її чоловік, був язичником, але дозволив їй сповідувати свою релігію. Церква була побудована у романському стилі близько 580 року із використанням сполій — фрагментів більш ранніх римських споруд. Готична вежа прибудована до церкви пізніше.
Але за відомостями  Преподобного Беди, ченця та історика, королева Берта лише відновила храм, покинутий після відходу з Британії римлян. Беда відмітив, що ця церква була присвячена Святому Мартіну Турському, а Тур був містом, біля якого росла Берта.
Після прибуття Августина він використовував церкву як свою штаб-квартиру, відразу збільшивши її. Король Етельберт незабаром хрестився тут. Після будівництва Кентерберійського собору і абатства Святого Августина престиж церкви Святого Мартіна зменшився, але вона зберігає свій пріоритет і історичне значення.

## Галерея

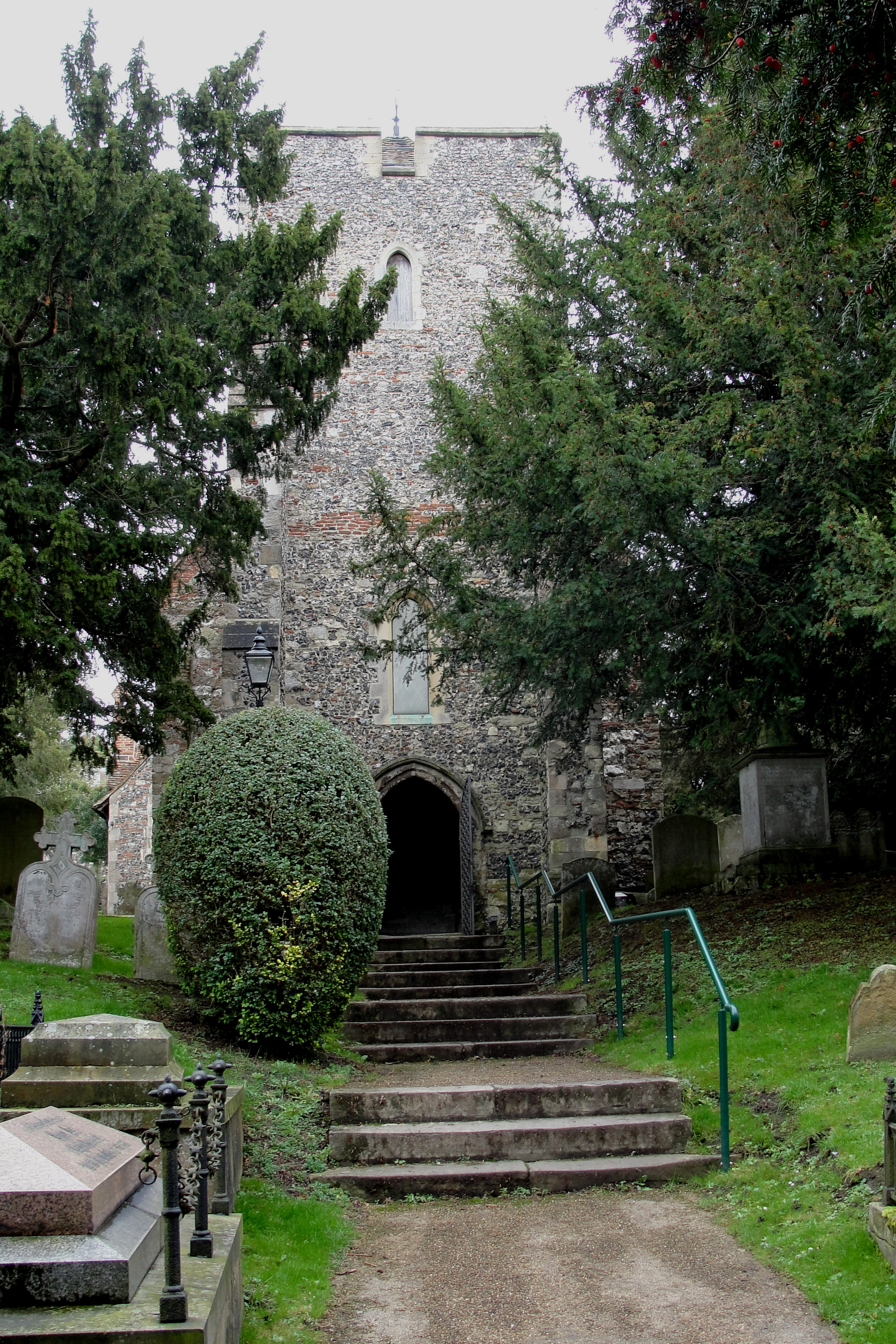
Готична вежа
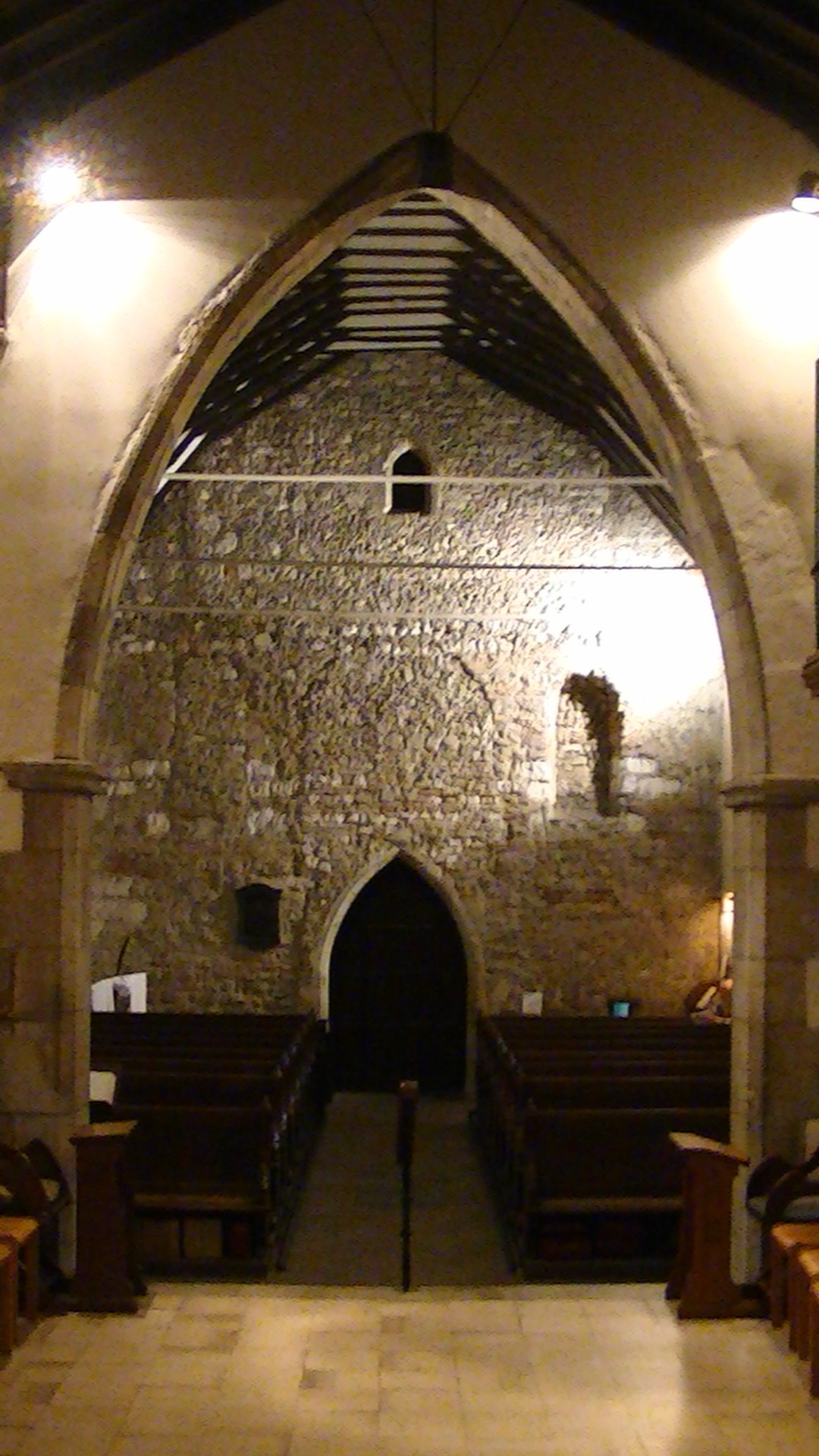
Інтер'єр церкви
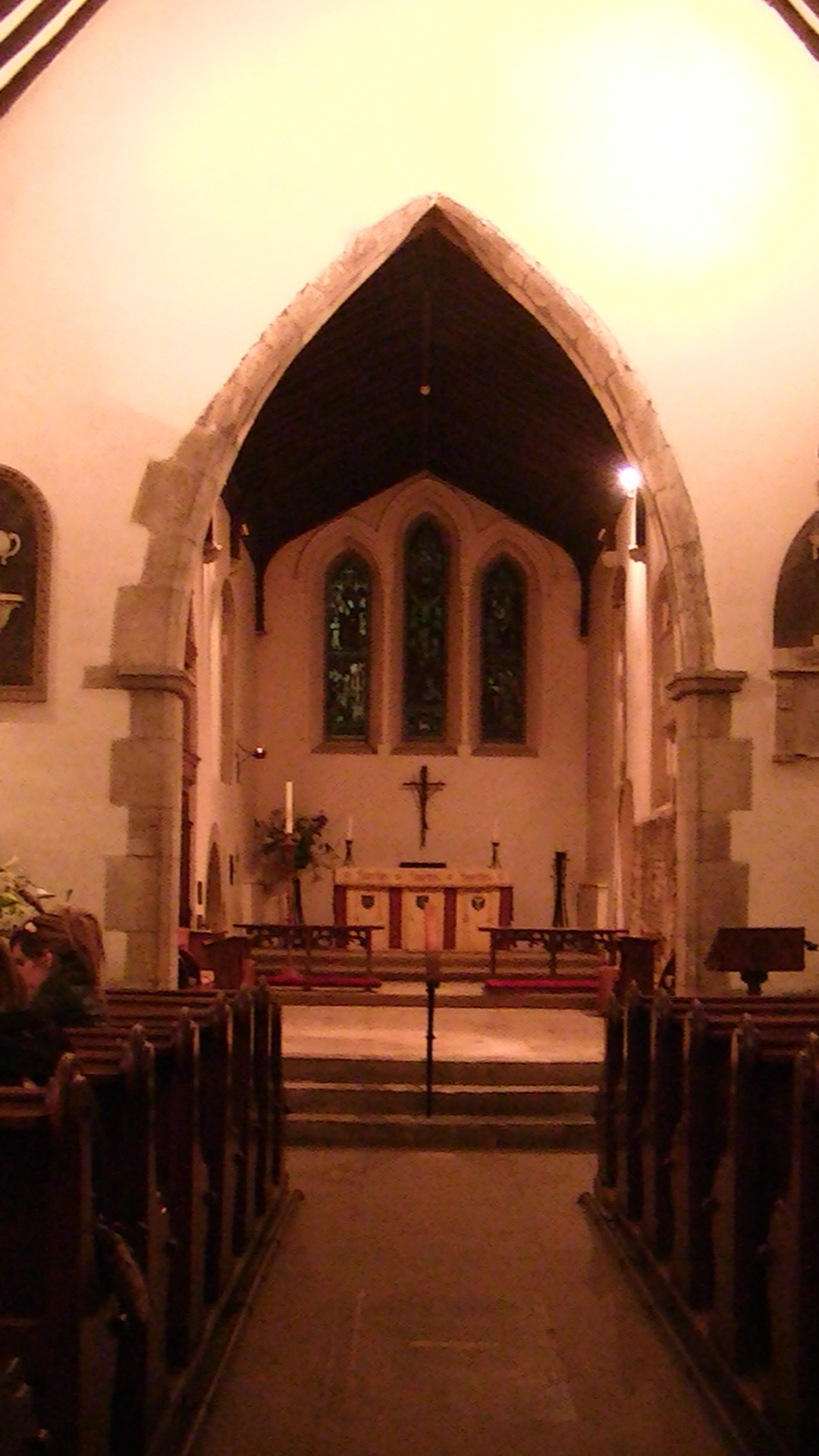
Вівтар
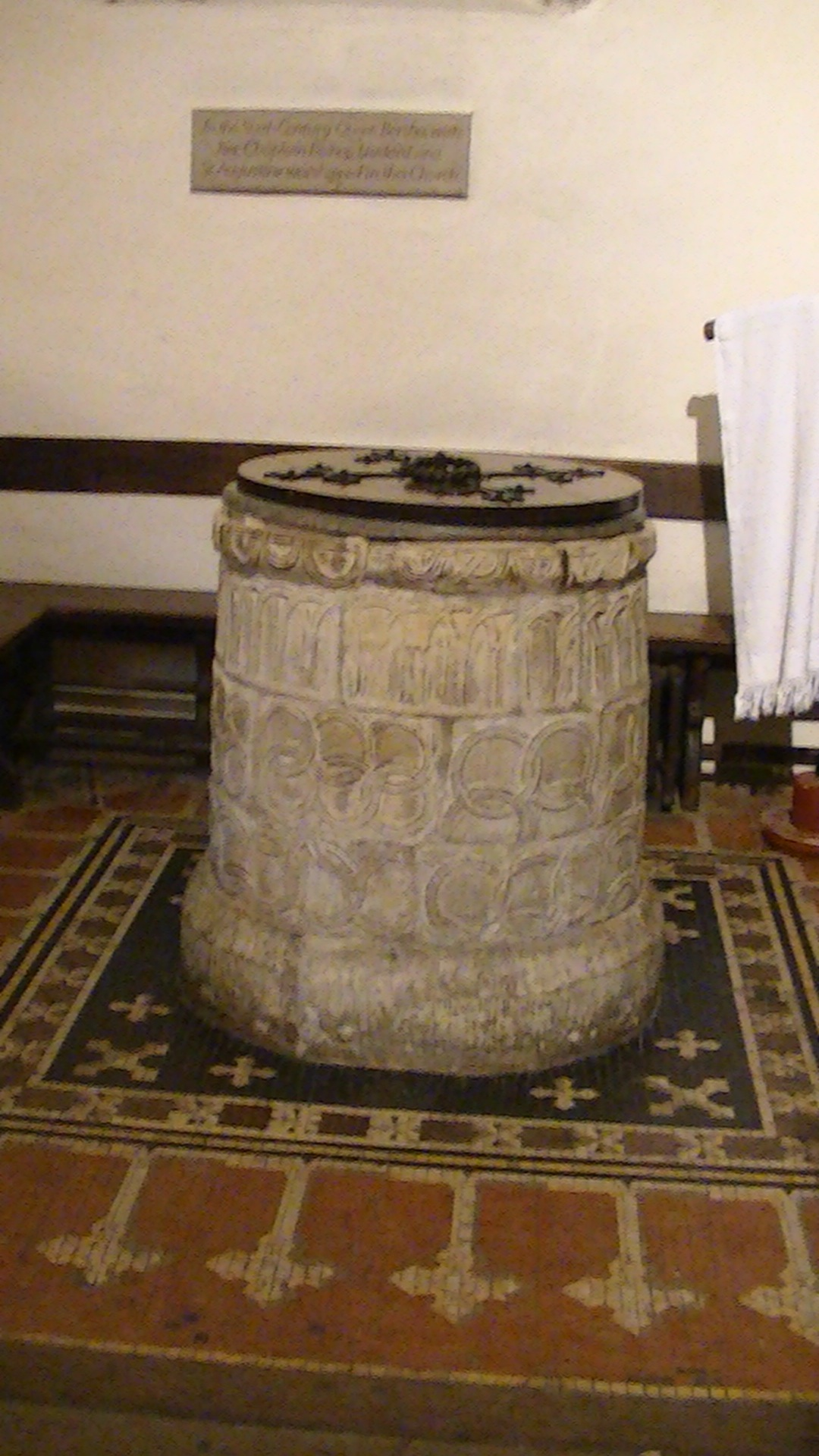
Баптистерій
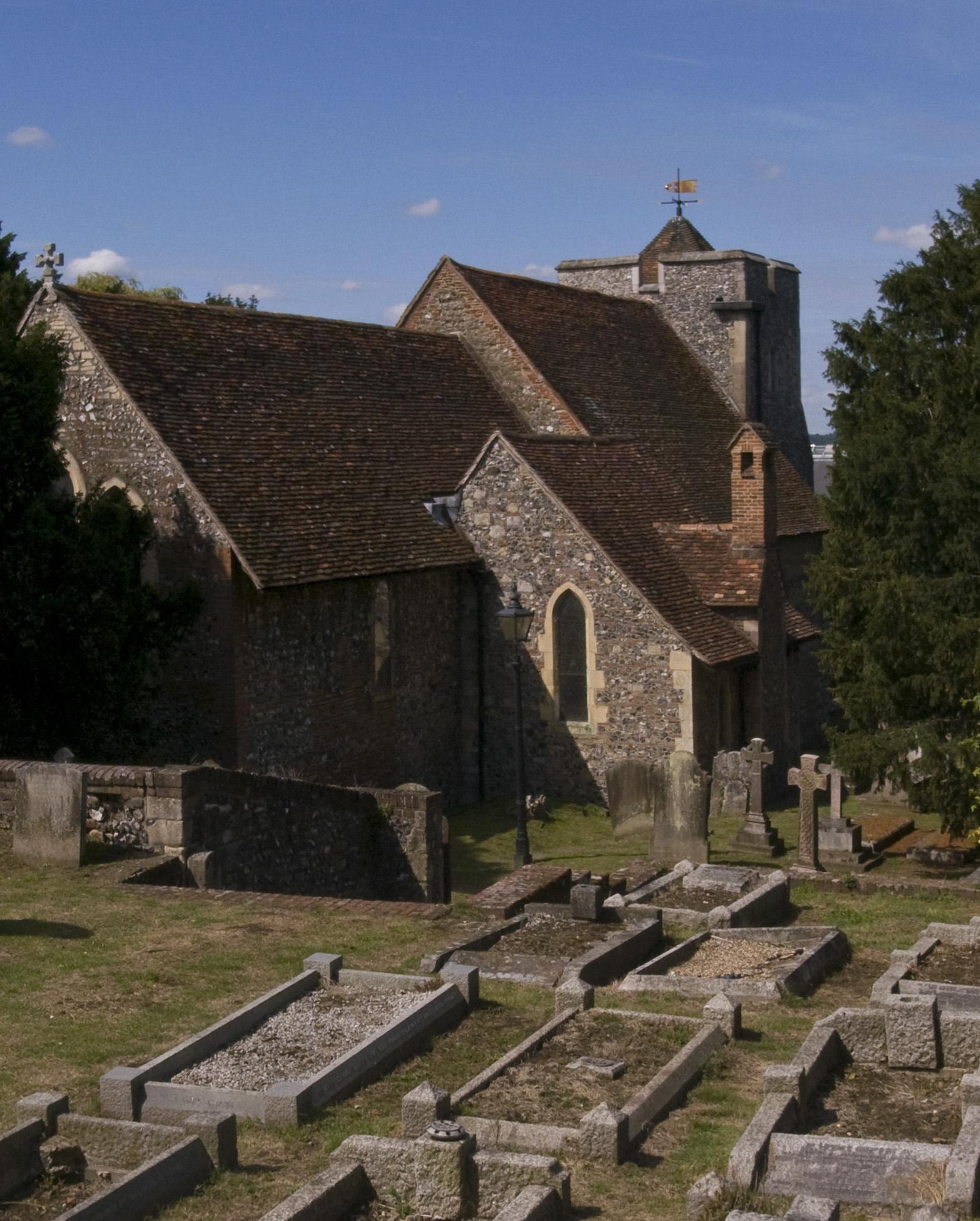
Загальний вигляд